# Cantone di Prayssas
Il Cantone di Prayssas era una divisione amministrativa dell'arrondissement di Agen.
È stato soppresso a seguito della riforma complessiva dei cantoni del 2014, che è entrata in vigore con le elezioni dipartimentali del 2015.
Comprendeva i comuni di:
- Cours
- Granges-sur-Lot
- Lacépède
- Laugnac
- Lusignan-Petit
- Madaillan
- Montpezat
- Prayssas
- Saint-Sardos